# Kristoffer Trondsen Rustung
Kristoffer Trondsen Rustung, o Christoffer Trundsen (cf. su firma) (1500-1565), de nobleza noruega y guerrero naval, era un capitán corsario y pirata noruego, y más tarde almirante y gobernador de Dinamarca-Noruega.
Kristoffer Rustung pertenecía a una antigua familia noble occidental, pero nunca utilizó Rustung como apellido. Actuando por primera vez en las fuentes en 1527, cuando se suponía que debía proteger Vestlandet contra ataques de Cristián II, derrocado rey de Dinamarca, pero terminó como un activo pirata contra los buques mercantes extranjeros.
Kristoffer fue uno de los hombres más fiables del arzobispo Olav Engelbrektsson y participó en el saqueo de Austrått 1529, en la sentencia de muerte de Nils Lykke en 1535 y en el asesinato de Vincens Lunge en 1536 (Ambos casados en Austrått). Él lideró la flota del Arzobispo en el exilio en 1537.
Después de la muerte del Arzobispo Olav Engelbrektsson (en 1538) entró al servicio del Conde Enno II en Frisia oriental, y fue durante unos años corsario en el Mar del Norte. Desde 1542 sirvió a Cristián III, Rey danés, y dirigió varias expediciones contra piratas en el Mar del Norte. Llegó a ser supervisor de las flotas navales y jefe del astillero Bremerholm en Copenhague. Fue el Primer Almirante Nacional noruego de Dinamarca-Noruega.

## Actividad corsario y pirata

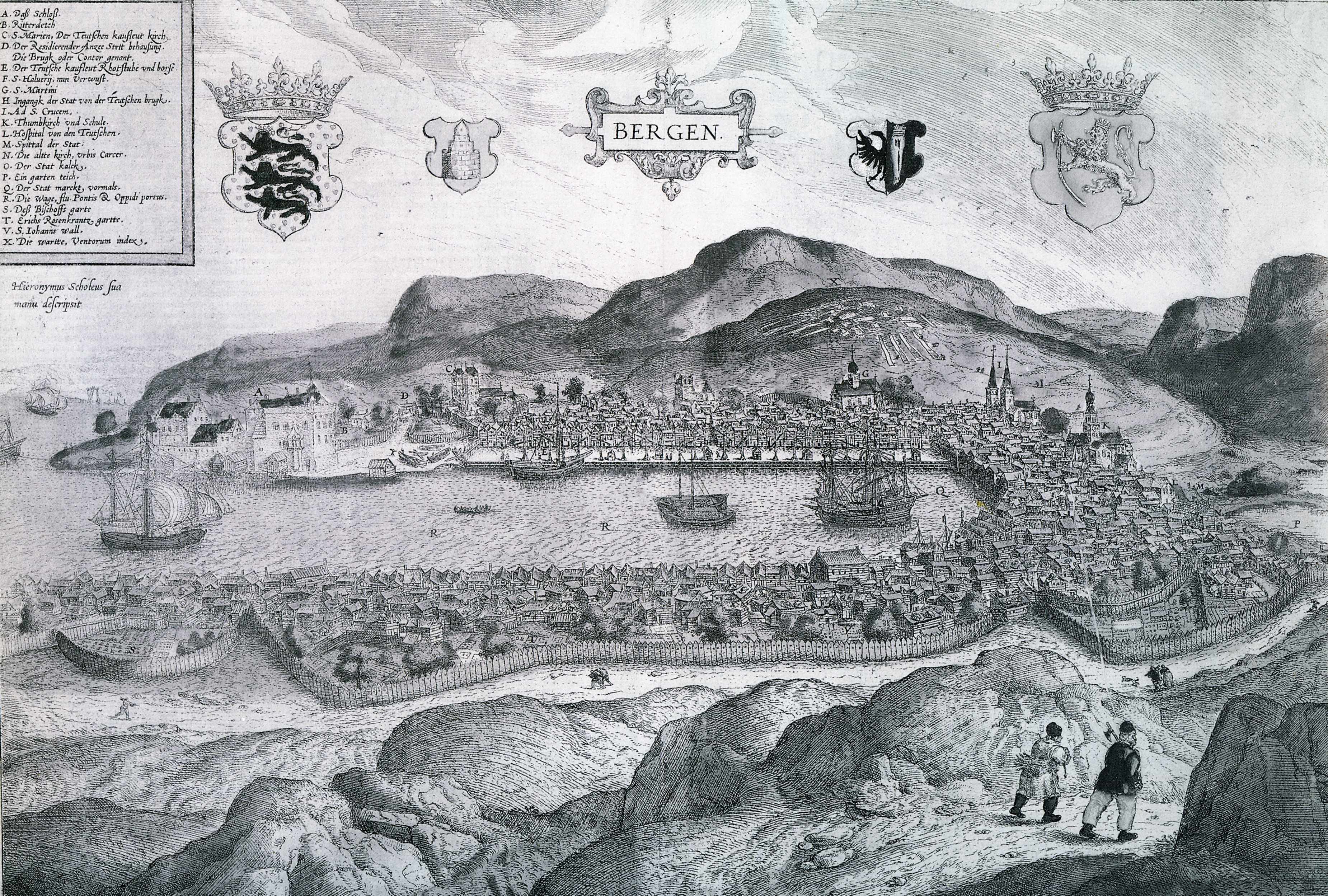
Puerto de Bergen, 1580

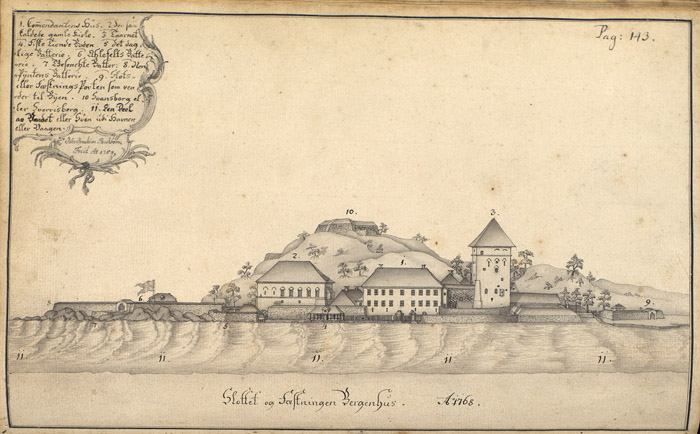
Fortaleza de Bergenhus

Kristoffer Trondsen Rustung es un hombre que inmerecidamente se le ha reconocido muy poco en la historia de Noruega.
En tiempos de Kristoffer Trondsen los límites entre ser un pirata y corsario eran difusos, y los términos se usan indistintamente. Comunidades y barcos a lo largo de la costa Noruega se vieron afectados con frecuencia por la piratería y corsarios, si Dinamarca-Noruega estaba en guerra o no. A lo largo de su larga carrera como pirata, corsario y oficial de la marina, muchas veces cambió su rol durante las travesías, según sus intereses y los intereses de su país.
Después que el rey Cristián II de Dinamarca - Noruega fue depuesto, se unió a los corsarios daneses Søren Nordby, Kniphof Klaus y el alemán Martin Pechlin corsarios y el infame pirata Capitán Clemente para recuperar el trono.
Los Piratas y amigos de Cristian II, devastaron la costa del sur de Noruega. La Liga Hanseática de Bergen se quejó de que sus barcos fueron saqueados, El pirata Clemente había entrado completamente al puerto de Bergen y había tomado como rehén al obispo y varios sacerdotes.
Kristoffer Trondsen aparece por primera vez en la historia a través de un documento fechado en el verano de 1527.
El arzobispo Olav Engelbrektsson en Trondheim, jefe del Consejo de Estado y líder supremo del país (o el segundo más alto, después de que el rey danés) quería poner fin a las depredaciones que sufrían los barcos perturbando el comercio de manera importante. Cuando el centurión en Bergen, el noble danés  Vincens Lunge, pidió ayuda, el arzobispo envió a uno de sus oficiales navales de más confianza, el joven Kristoffer Trondsen a Bergen. Vincens Lunge, había oído rumores que el rey Federico I había enviado cuatro buques de Copenhague para sacar del cargo tanto a él como el arzobispo. Cuando Kristoffer llegó con su flota, Vincens Lunge decidió que la flota debía mantenerla anclada en Bergen, en lugar de enviarlo a la caza de Clemente y otros piratas".

### En el Mar del Norte
Sin embargo, Kristoffer muy pronto se aburrió de permanecer atracado en Bergen, y pronto salió a la mar del Norte, donde asaltó barcos escoceses, Ingleses, holandeses y Hanseáticas – hasta entonces buques de estados amigos. Muchos marineros tuvieron que pagar con su vida a causa de “ el joven temerario", como se nombraba a Kristoffer, y lo cierto es que él tomó mercadería de valor significativo.
El Capitán de Puerto de Bergen (Bergenhus Festning)  pronto recibió quejas del rey Jacobo V de Escocia y los mercaderes alemanes en Bergen. El rey escocés advirtió que a menos que las naves de David Falconer y otro comerciante escocés no fueran puestos en libertad inmediatamente, la buena relación entre Escocia y el rey Danés-Noruego no  continuaría. Esto era literalmente una amenaza de guerra. Además, se requiere que todas las partes agraviadas reciban una compensación económica, o que el culpable debe ser ejecutado: los capitanes del Arzobispo, Olaf Lang y Trondsen Kristoffer. En un documento fechado en 15 de agosto de 1527 de Vincens Lunge aconseja al arzobispo ordenar a sus hombres que devuelvan toda la mercancía robada.
El capitán de puerto de Bergen y los comerciantes de la ciudad temían la probabilidades de obtener más enemigos en el mar, unas semanas más tarde, enviaron una disculpa al rey escocés, donde juraron que el buque de los hombres del arzobispo había actuado sin la aprobación, ya sea del propio arzobispo o de las autoridades de Bergen. Por lo que sabemos de la relación histórica disponible, lo que sucedió en el Mar del Norte en las semanas de verano en 1527 legalmente fue piratería.
El arzobispo recibió su parte del trato, en virtud de ser el propietario de la flota, pero más tarde escribió una carta al Rey Frederick I en la que pedía perdón por lo que había sucedido. En enero del año siguiente, el rey envió cartas de nuevo y escribió que el arzobispo fue perdonado, y que apreciaba las acciones del arzobispo contra los "piratas" - que eran los marineros que estaban al servicio de Christian II como corsarios.

### Al servicio del Arzobispo
En el período 1527-1537 Kristoffer estuvo al servicio del Arzobispo.
Aunque Kristoffer Trondsen había hecho un gran alboroto con su piratería no autorizada en el
verano de 1527 y casi logró que  Dinamarca-Noruega entrara en guerra, continuó al servicio del arzobispo Olav Engelbrektsson - al parecer sin otra consecuencia de tener que devolver el botín que había robado. Muchos Genealogistas piensan que existe una relación familiar entre el arzobispo y Kristoffer y esto explica la reacción leve, pero esto no se ha confirmado oficialmente.
La relación entre Vincens Lunge y el Arzobispo se convirtió en algo que se pueda llamar
una guerra privada, conocida como "el feudo primer Arzobispo", y condujo entre otras cosas para el secuestro de carabelas estocadas. El arzobispo Olav Engelbrektsson también construyó su propio fuerte en Steinvikholm en el fiordo de Trondheim, y se convirtió así en el único hombre en Noruega que poseía su propia fortaleza.
- Nidaros=Trondheim,1800

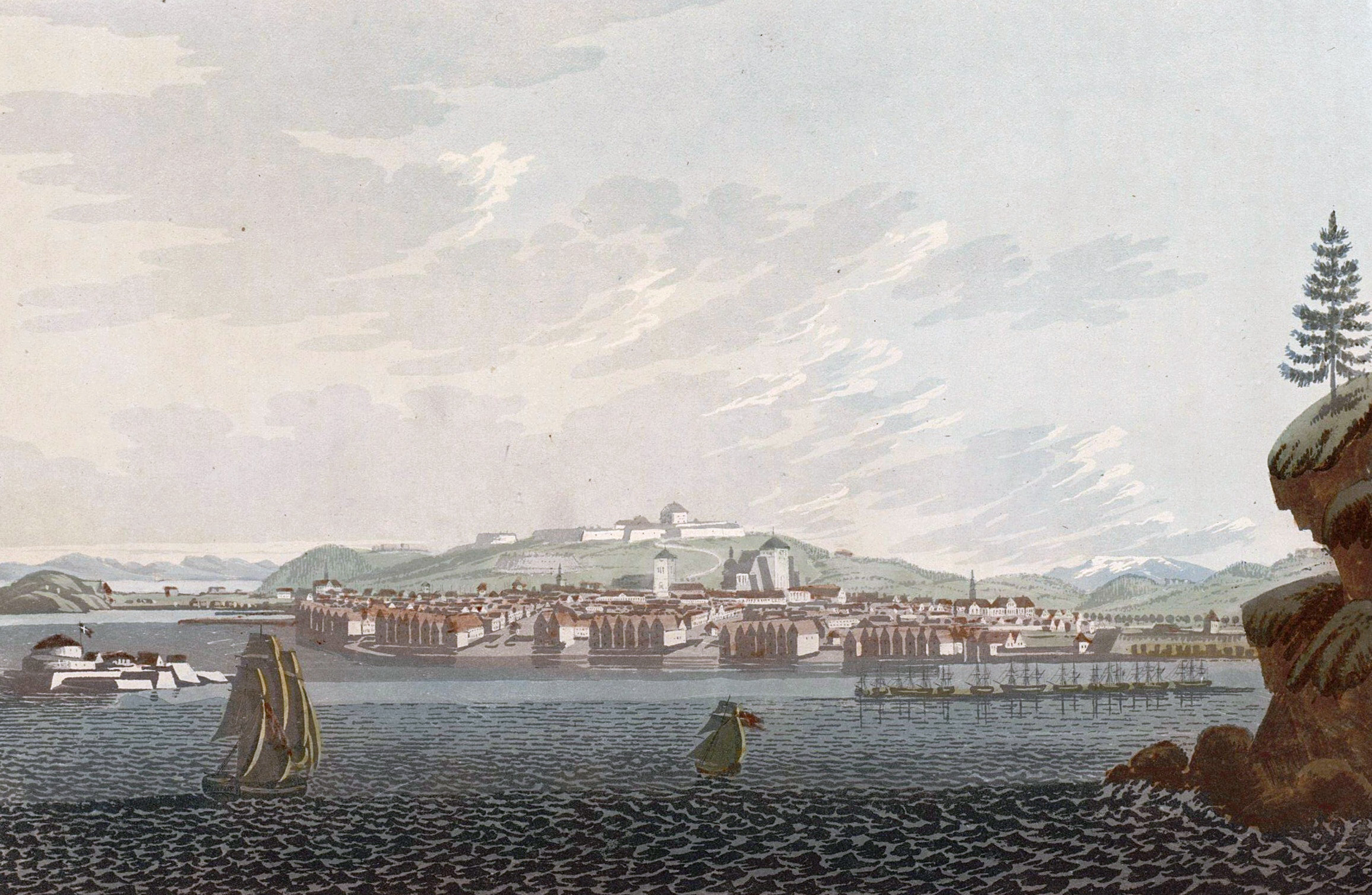
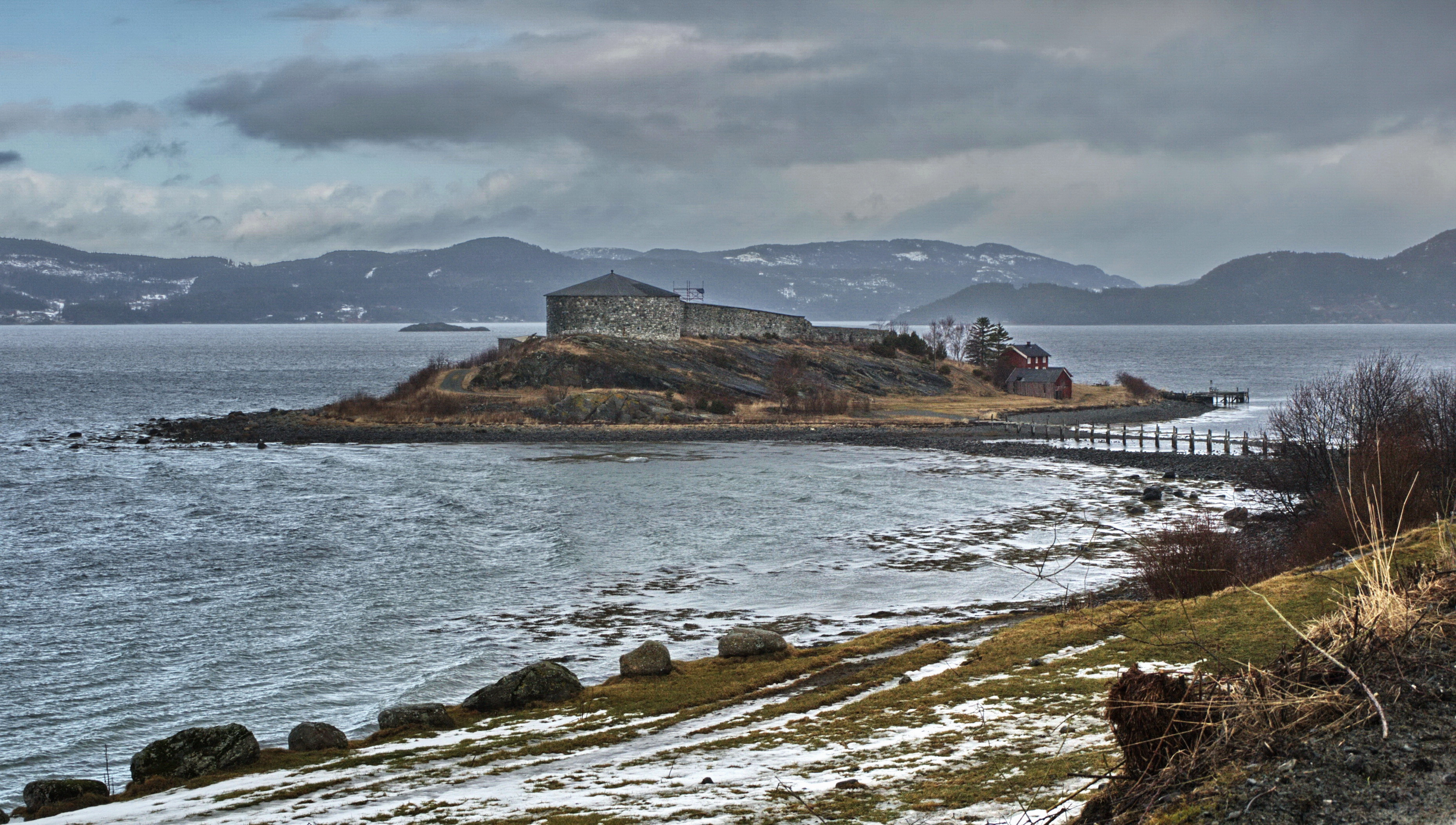
Steinviksholm
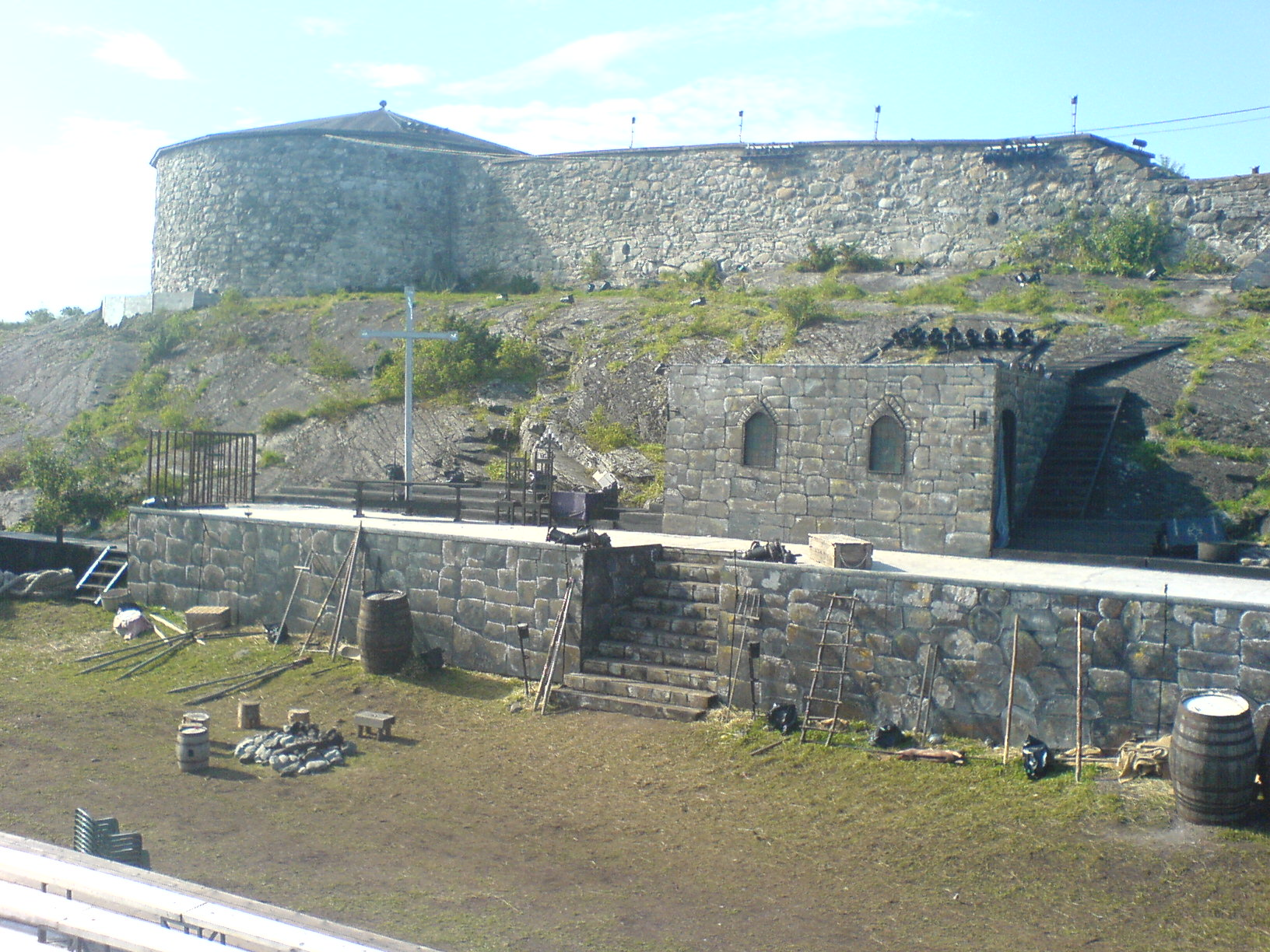
Escena de ópera
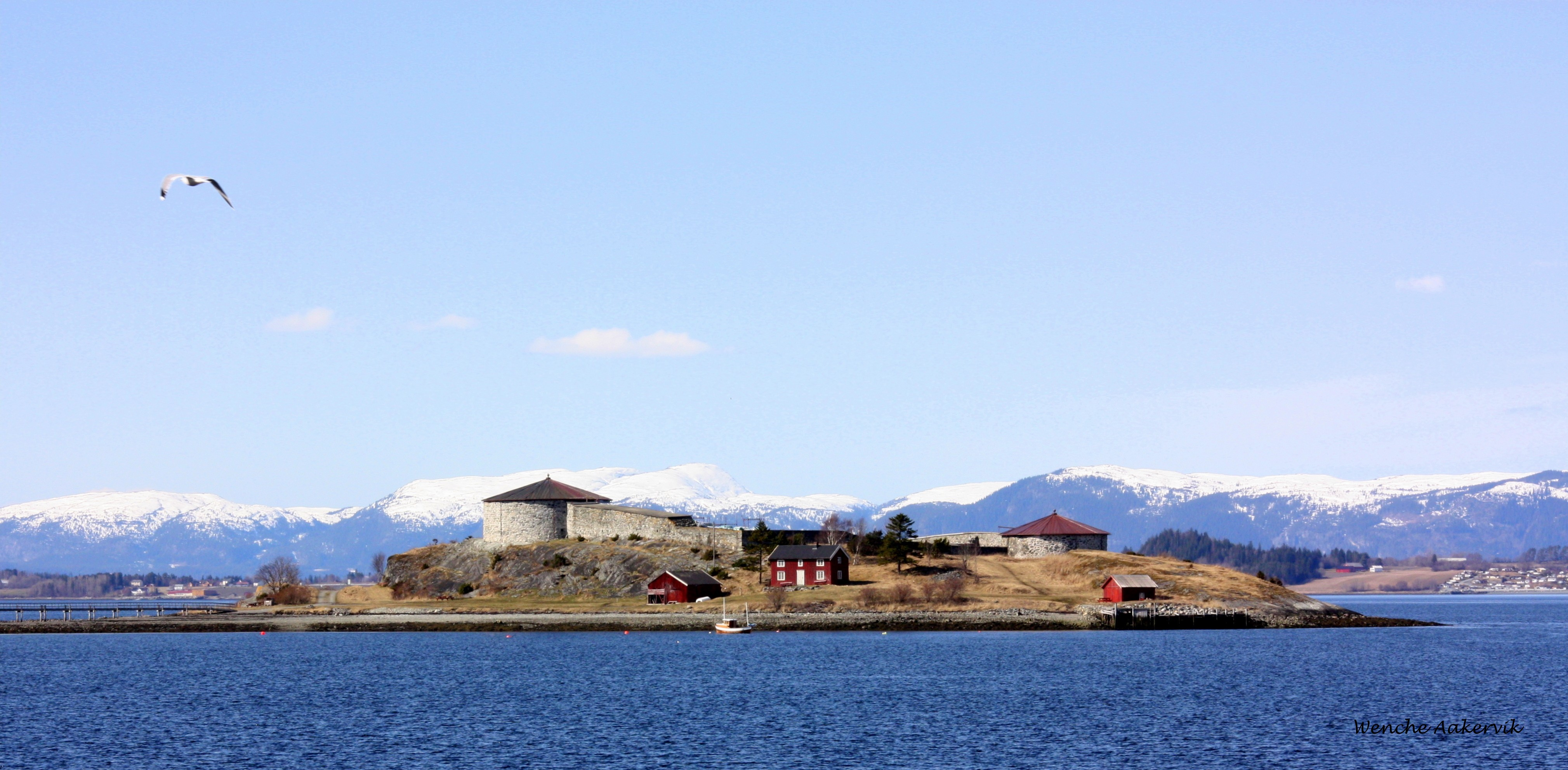
Fuerte de Steinviksholm
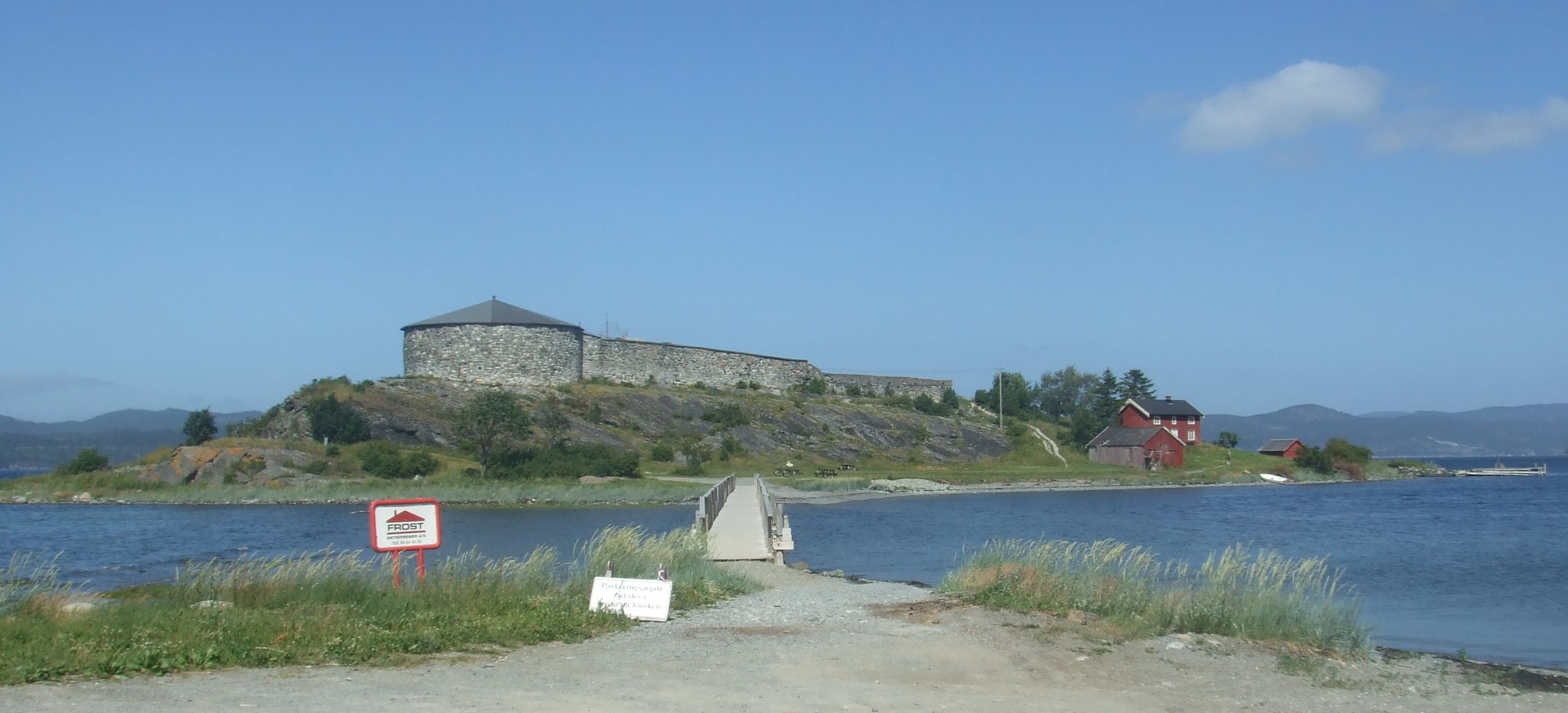
Steinviksholm
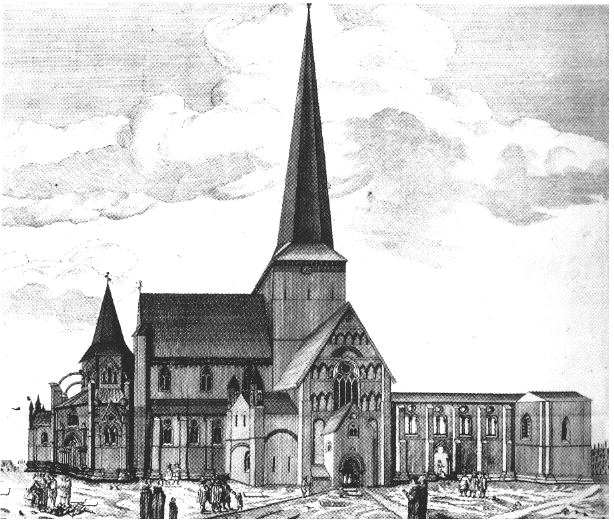
Catedral de Nidaros,1661
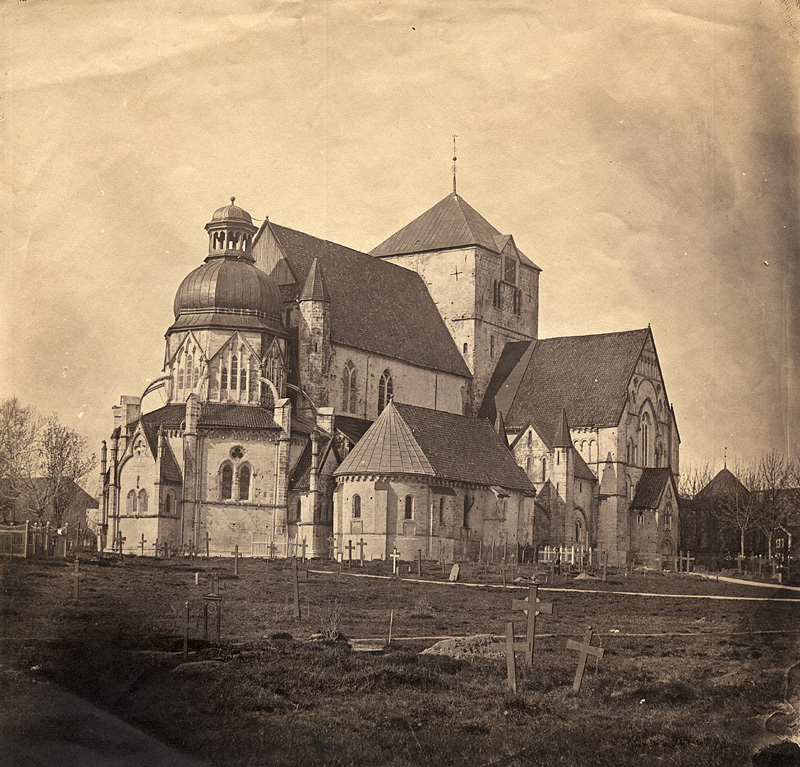
Catedral de Nidaros,1857

El capitán Kristoffer Trondsen sin embargo, siempre fue leal a su amo.
En las disputas entre el Arzobispo y una familia noble de Noruega en Austrått,  fue Kristoffer quien se encargó de los saqueos. En 1536 tuvo un papel destacado en el drama que se desarrolló en Trondheim cuando Vincens Lunge murió y miembros del Consejo Nacional fueron encarcelados en relación con algo que casi se puede describir como un golpe de Estado.

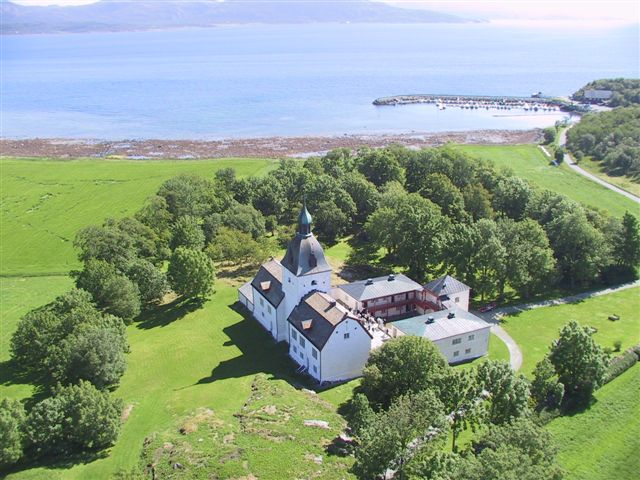
Austrått, Noruega.

En ese momento, los obispos católicos de Dinamarca fueron encarcelados,  sus residencias oficiales y propiedades fueron confiscadas. La situación, entonces no parecía muy prometedora para la Iglesia Católica en Noruega, tampoco para el Arzobispo. Entonces el Arzobispo envió a Kristoffer Trondsen como diplomático a los Países Bajos para buscar ayuda. María de Hungría, gobernadora de los Países Bajos, respondió a la solicitud formulada por Kristoffer de disponer dos de sus barcos y enviarlos a Noruega con un buque de reconocimiento pequeño. Kristoffer fue nombrado comandante de la flota y Almirante en los Países Bajos y, a su nombramiento, emitió una autorización donde se dice explícitamente que él iba a salvar el Arzobispo de Trondheim. La carta también da permiso a Kristoffer para atacar a los enemigos del Emperador Carlos V, y lo hizo con el secuestro de un barco de Holstein (que entonces estaba bajo el dominio de Dinamarca) en la vía. A principios de noviembre de 1536 la flota llegó a Trondheim.
Después de que los barcos fueron cargados con las pertenencias, archivos, propiedades y tesoros de la catedral y otras iglesias de la región, zarparon el domingo de Pascua de madera 1537 rumbo hacia los Países Bajos. Antes de que flota tomara rumbo a mar abierto, Arzobispo ordenó atracar en la desembocadura del fiordo de Trondheim para que Kristoffer y sus hombres asaltaran Austrått por última vez.
La flota, con sólo cuatro buques, evitó un encuentro con los buques de Chistián III y sus corsarios, y en el principio de mayo, Kristoffer, el Arzobispo y los que sobrevivieron a la travesía llegaron a tierra holandesa. El último arzobispo católico en Noruega Olav Engelbrektsson murió el 7 de febrero de 1538, pero para Kristoffer Trondsen la historia está lejos de terminar

### Kristoffer en Los Países Bajos y en Frisia Oriental

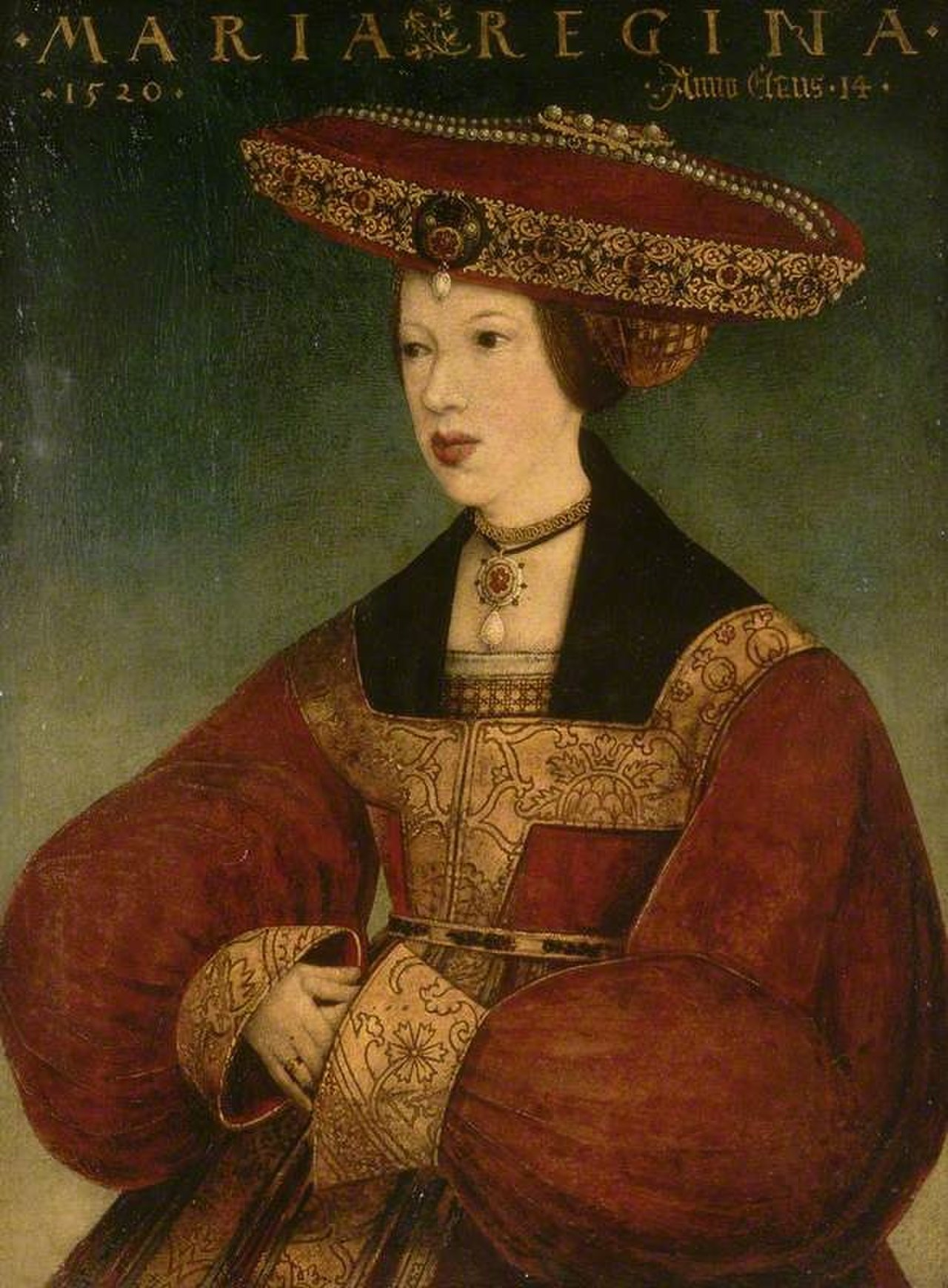
Maria de Hungría (1505–1558); Retrato de Hans Maler

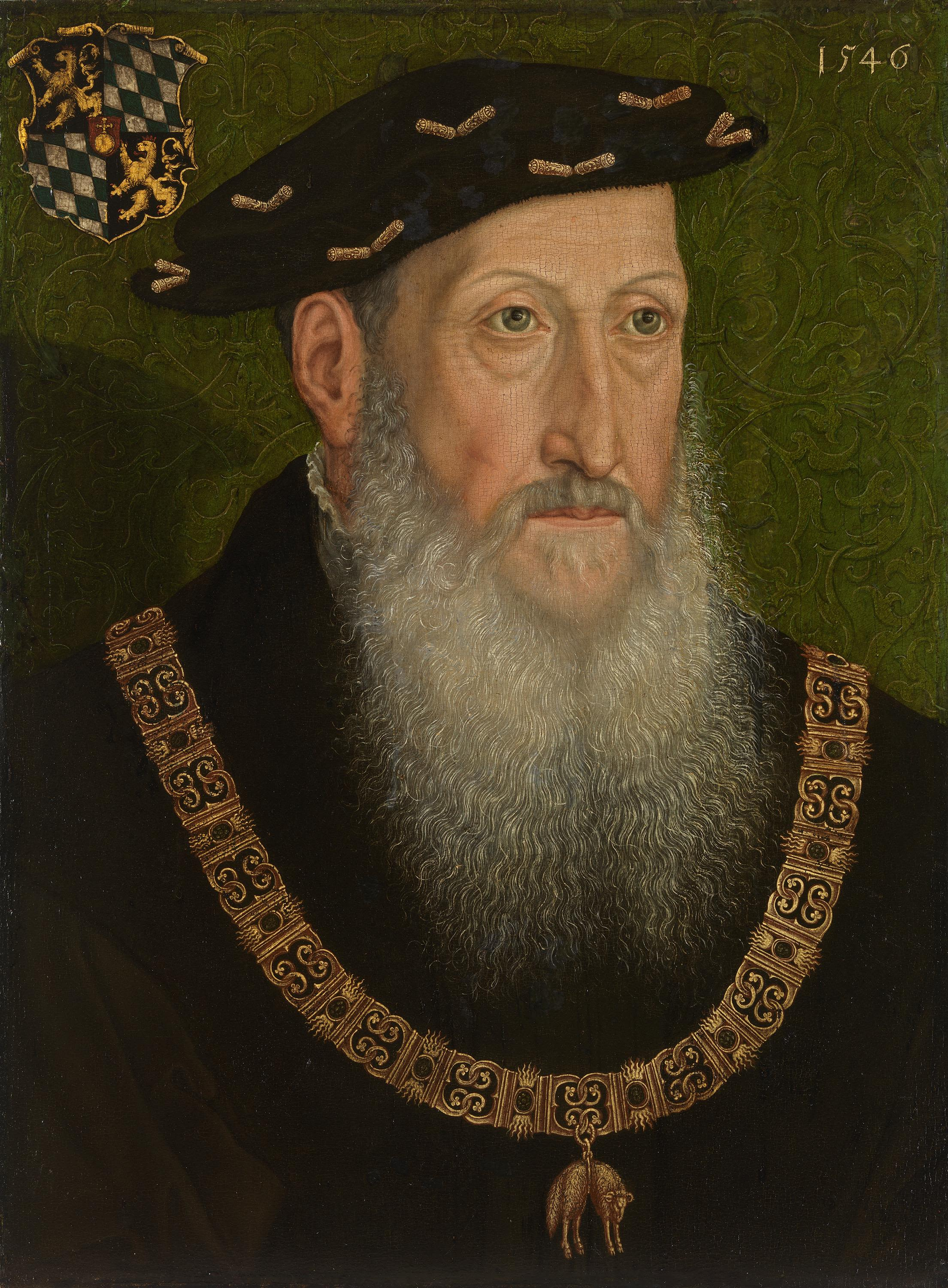
Federico, Palatinado

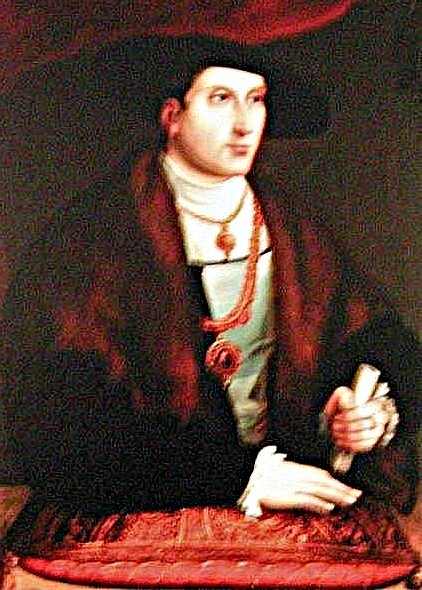
Enno de Frisia

María de Hungría, gobernadora de los Países Bajos, firmó un alto el fuego con el Rey danés para garantizar el suministro vital de grano de Báltico. Con permanencia en el puerto de Veere (Países Bajos), Kristoffer Trondsen continuó a operar como marino. Capturó en este periodo barcos franceses.
En febrero de 1538 el Conde Palatino Federico II del Palatinado emitió una, patente de corso, al "Mariscal Kristoffer de Noruega", que le obligaba a liberar Cristián II (suegro del conde palatino), del cautiverio en Dinamarca. Las acciones que esta carta autorizó sería una violación clara contra el alto el fuego de la reina Maria, pero según algunos historiadores se llevó a cabo con consentimiento tácito de la reina María;.
La patente de corso de Federico II fue utilizada más tarde, cuando algunos de los hombres de Kristoffer fueron capturados, y después de haber sido torturados admitieron también que María, gobernadora de los Países Bajos sabía de la operación;. En consecuencia Cristián III envió una carta de queja al alcalde de Ámsterdam, donde declaró que "Christoffer Truntheim"  había roto la tregua con los Países Bajos, y que deberían ser juzgados y castigados.
Maria Reina de los Países Bajos expresó, sin embargo, que ella no sabía de las andanzas de Kristoffer, y respondió que ella sólo le había dado un pase para regresar a Noruega después de la muerte del arzobispo. También escribió que cualquier pirata que entre en las costas de los Países Bajos será arrestado y castigado;.
Kristoffer nunca regresó a Holanda, pero fue a Emden, un puerto libre bien conocido por piratas y exiliados de Dinamarca. Aquí Kristoffer entró en el servicio del Conde Enno II  de Frisia oriental. Al año siguiente capturó varios buques y atacó varios blancos a lo largo de la costa noruega, incluyendo el monasterio Utstein y al Obispo de Stavanger.
No hay información completamente segura de quien poseía los fondos que se recaudó durante las incursiones y saqueos en este periodo, ni quien autorizó o lo que motivó los saqueos. Kristoffer estaba probablemente todavía al servicio del Conde Enno II y utilizó también su legitimidad como comandante de confianza del Arzobispo para más tarde continuar la lucha para vengarse.
Finalmente atraco y saquearon la isla Helgoland, que estaba bajo la corona danesa.

## Almirante por Dinamarca-Noruega

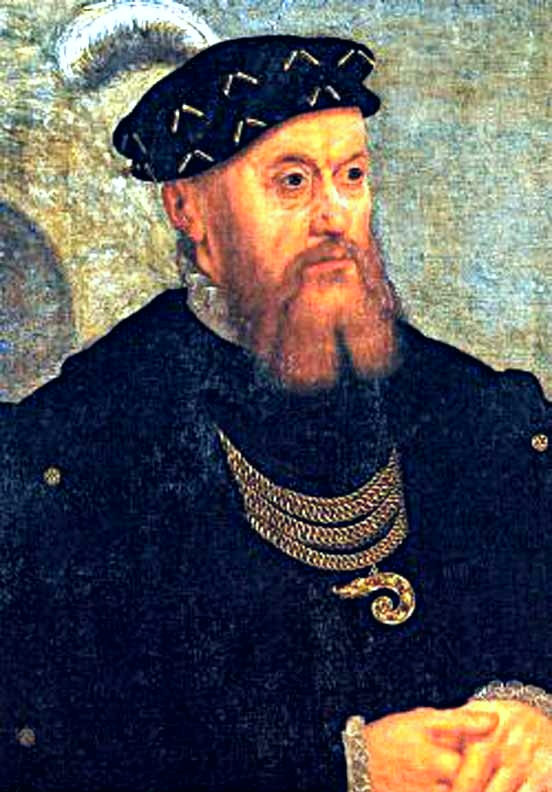
Rey Cristián III de Dinamarca

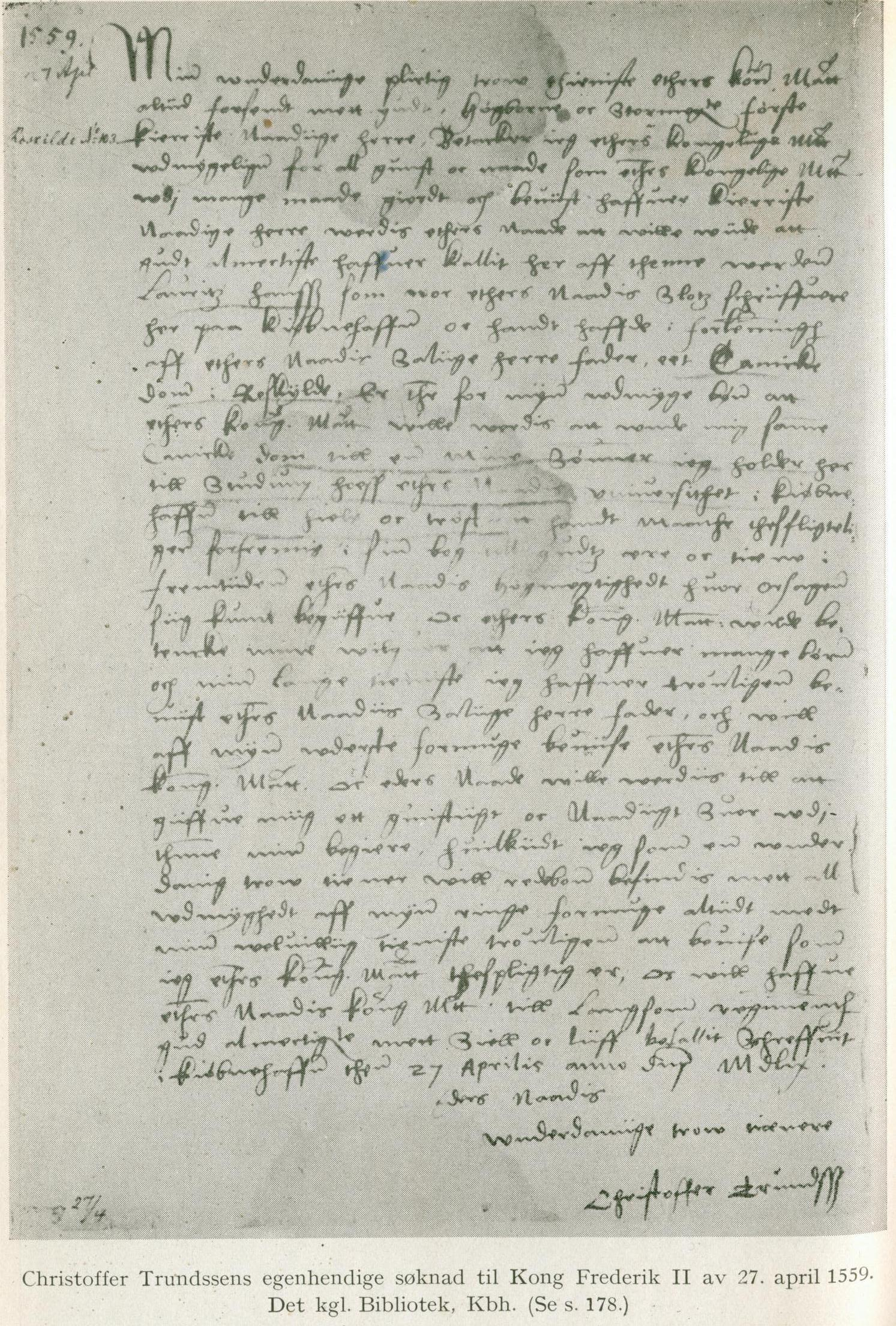
La carta de Kristoffer al Rey Cristián III

En 1542 Kristoffer Trondsen envió una carta a Cristián III pidiendo misericordia y al mismo tiempo, pidiéndole poder volver a casa y entrar a su servicio.
El Rey rápidamente dio el indulto deseado y lo llevó a su servicio. La razón de esto podría ser que Kristoffer tenía altas calificaciones y conocimientos en navegación, y que también sabía de los enemigos que tenía el Rey dentro de su corte, además que el Rey danés tenía una gran escasez de expertos oficiales navales.
En la primavera de 1543 Kristoffer llevó a cabo su primer viaje como Comandante de la Armada Danesa-Noruega. Apenas tres meses más tarde, Kristoffer fue designado Comandante adjunto de toda la flota Danés-Noruega. Esto fue un salto enorme para la carrera de un hombre que no hace mucho tiempo fue considerado un pirata y un enemigo del estado.
Kristoffer fue comandante de 40 barcos con una tripulación de cerca de 10.000 hombres. Él tenía la misión, entre otras, de destruir los diques holandeses contra el mar, pero el plan nunca fue implementado.
Durante los años que siguieron Kristoffer fue a Islandia para reprimir la oposición a la Reforma. Además, él cazaba a los piratas y corsarios en el Mar del Norte.
En 1557 Kristoffer Trondsen fue Almirante y Comandante Nacional de barcos de guerra y los astilleros en Bremerholm en 1557.
Después de una travesía en el fiordo de Trondheim para expulsar a los suecos.
Kristoffer Trondsen Rustung muere en 1565 a la edad de 65 años

## Familia
Kristoffer Trondsen estaba casado con Karen Knutsdatter Schanke.
El rey estaba muy contento con Kristoffer y en 1544 le dio el hermoso Monasterio Æbelholt , donde se instalaron Kristoffer y Karen con sus 4 hijos y donde nacieron Dorthea og Elsa.
También recibió una gran cantidad de granjas específicamente en Rogaland, Hordaland y Hardanger. No se sabe cuántas propiedades poseía, pero documentos y títulos de dominio, mencionan estas fincas: Flatebø, Øyre, Helvik, Bjelland, Guntveit, Lothe, Lægreid, Gravdal, Nedrenes, Nedretun, Bakke, Kysnes, Hæreid, Steine, Hatteberg, Grinde, Kvelnes og Sortland.
Hijos:
1.Kristine, n. 1534, casado Torbjørn Nes Olavsen.
2.Magdalene, n. 1535, casada Erik Eriksen Orm de Vatne. Lauritz Galtung y el poeta ruso Aleksandr Pushkin (1799-1837) son descendientes.
3.Anna, n. 1536, se casó con el Conde de Botwell, Escocia: James Hepburn.
4.Enno Brandrøk, 1538-1571.
5.Dorthea, n. 1545, casada con Sir William Stewart, de Lutherie, Lord Lyon King de Armas.
6.Else, n. 1550, casada Jon Haard (el viejo) de Gjersvik, luego con Axel Frederiksen Fridag, Bergen, y por último con Anders Mowat de Haugland. Su hijo Axel Andersen Mowat fundó La Baronía Rosendal.
7.Maren, n. 1550, casada con Olaf Jonson Theiste de Bjelland.
8.Margrethe, n. 1557, casada con el noble danés Jørgen Pedersen Staur de Hervik (en Ølen) y luego con Amund Lauritzen / Lassesen Dal de Sandvik y Malkenes